# (3919) Maryanning
(3919) Maryanning es un asteroide perteneciente al cinturón de asteroides, descubierto el 23 de febrero de 1984 por Henri Debehogne desde el Observatorio de La Silla, Chile.

## Designación y nombre
Designado provisionalmente como 1984 DS. Fue nombrado Maryanning en honor a la paleontóloga inglesa Mary Anning.